# 円山町 (渋谷区)
円山町（まるやまちょう）は、東京都渋谷区の町名。丁番の設定がない単独町名である。住居表示実施済区域。

## 地理
渋谷駅（東京都渋谷区）の西側、道玄坂上の北側に位置する。東は区内道玄坂、南は同南平台町、西は同神泉町、北は同松濤に接する。百軒店がある道玄坂とともに、大規模なラブホテル街としても知られる。

## 歴史
東京都渋谷区にある円山町は、江戸時代には甲州街道の脇街道であった大山街道（厚木街道、矢倉沢往還）の宿場町（ただし、人馬継ぎ立場ではない）として栄え、明治以降も花街として続いた。
円山は江戸時代から大山街道の宿場町として栄えていた。円山町が花街となったのは、1887年（明治20年）頃、義太夫流しをなりわいにしていた人が、弘法湯の前で宝屋という芸者屋を開業したのが始まり。その後、年とともに芸者屋、料理屋が増していき、それに伴い代々木練兵場の将校達が円山町に遊びに来るようになった。この界隈が円山と呼ばれるようになったのは昭和に入ってからで、以前は鍋島藩の荒木氏の所有だったため、「荒木山」と呼ばれていた。円山町は1913年（大正2年）に、 芸妓置屋24戸、芸妓60名、待合茶屋13戸をもった1万5000坪が三業地として指定された。1919年（大正8年）2月には、渋谷三業株式会社を創立して隆盛期に入る。1921年（大正10年）には、さらに芸妓置屋137戸、芸妓402人、待合96軒、関東大震災直前には芸妓420名を数えた。1980年（昭和55年）ごろまで三業界のにぎわいは続いたが、時代の変遷とともに料亭の数も減っていった。
1970年（昭和45年）1月1日に住居表示が実施された。
2019年（令和元年）10月1日、東京都は円山町を含む渋谷の繁華街一帯を暴力団排除条例に基づき暴力団排除特別強化地域に指定。強化地域内では暴力団員との間でみかじめ料のやりとりや便宜供与などが禁止され、違反者は支払った側であっても懲役1年以下または罰金50万円以下の罰則が科されることとなった。

### 町名の変遷
| 実施後       | 実施年月日   | 実施前（特記なければ各町名ともその一部）               |
| ------------ | ------------ | ------------------------------------------------------ |
| 円山町       | 1970年1月1日 | 円山町、上通四丁目、栄通一丁目、栄通二丁目、上通三丁目 |
| 道玄坂二丁目 | 1970年1月1日 | 上通三丁目、円山町、大和田町、栄通一丁目               |
| 神泉町       | 1970年1月1日 | 神泉町（全域）、栄通二丁目、上通四丁目、円山町         |

## 世帯数と人口
2024年（令和6年）12月1日現在（渋谷区発表）の世帯数と人口は以下の通りである。
- 世帯数 : 1,644世帯
- 人口 : 2,026人

### 人口の変遷
国勢調査による人口の推移。
| 年                 | 人口  |
| ------------------ | ----- |
| 1995年（平成7年）  | 1,166 |
| 2000年（平成12年） | 1,414 |
| 2005年（平成17年） | 1,965 |
| 2010年（平成22年） | 1,995 |
| 2015年（平成27年） | 2,357 |
| 2020年（令和2年）  | 2,416 |

### 世帯数の変遷
国勢調査による世帯数の推移。
| 年                 | 世帯数 |
| ------------------ | ------ |
| 1995年（平成7年）  | 686    |
| 2000年（平成12年） | 970    |
| 2005年（平成17年） | 1,451  |
| 2010年（平成22年） | 1,566  |
| 2015年（平成27年） | 1,922  |
| 2020年（令和2年）  | 2,001  |

## 学区
区立小・中学校に通う場合、学区は以下の通りとなる（2023年3月時点）。
| 番地         | 小学校             | 中学校             | 調整区域による変更可能校 |
| ------------ | ------------------ | ------------------ | ------------------------ |
| 5番 19～28番 | 渋谷区立神南小学校 | 渋谷区立松濤中学校 | 渋谷区立猿楽小学校       |
| その他       | 渋谷区立神南小学校 | 渋谷区立松濤中学校 |                          |

## 円山町を舞台にした作品
- 渋谷区円山町 - 円山町を舞台にした漫画、およびその映画化作品
- 円山・花街・母の街 - 三善英史の楽曲
- I Love Youはひとりごと - 原由子の楽曲
- まほろば○△ - ポルノグラフィティの楽曲。「○△」は「まるやま」と読む。
- 映画「ラーメンガール」
- 映画「恋の罪」
- 東京の異界 渋谷円山町 (新潮文庫) - 本橋信宏:著
- 映画「とんかつDJアゲ太郎」

## 事業所
2021年（令和3年）現在の経済センサス調査による事業所数と従業員数は以下の通りである。
- 事業所数 : 418事業所
- 従業員数 : 6,373人

### 事業者数の変遷
経済センサスによる事業所数の推移。
| 年                 | 事業者数 |
| ------------------ | -------- |
| 2016年（平成28年） | 378      |
| 2021年（令和3年）  | 418      |

### 従業員数の変遷
経済センサスによる従業員数の推移。
| 年                 | 従業員数 |
| ------------------ | -------- |
| 2016年（平成28年） | 5,438    |
| 2021年（令和3年）  | 6,373    |

## 施設
- ユーロスペース
- WOMB
- Shibuya O-WEST
- Club Asia
- アトム (クラブ)
- 警視庁渋谷警察署 道玄坂上交番
- 道玄坂地蔵尊
- まいばすけっと 神泉駅前店
- アパホテル 渋谷道玄坂上
- マルエツプチ 渋谷神泉店
- 山手調理製菓専門学校

## 備考
円山町は、近辺で生まれ育った地元民（特に不良少年と呼ばれた層）の間で、「悪山町」（わるやまちょう）の異名で親しまれていた。この呼び名は、円山町の隣町で生まれ育ったアーティスト・K DUB SHINEの2001年の楽曲『ILL STREET BLUES』の歌詞の中にも登場している。

## 出身人物
- 細木数子[17]（六星占術の創始者、占術家） - 民政党院外団の壮士細木之伴の娘。

## その他

### 日本郵便
- 郵便番号 : 150-0044[3]（集配局 : 渋谷郵便局[18]）。